# گزارشگران بدون مرز
گزارشگران بدون مرز (به انگلیسی: Reporters Without Borders، به فرانسوی: Reporters sans frontières)(RSF)، یک سازمان غیرانتفاعی بین‌المللی با هدف دفاع از آزادی مطبوعات و حمایت از خبرنگاران و روزنامه‌نگاران است. مقر مرکزی این سازمان در فرانسه قرار دارد. وظیفه آن تبلیغ روزنامه‌نگاری آزاد، مستقل و کثرت‌گرا و دفاع از کارکنان رسانه‌ها است. گزارشگران بدون مرز در سازمان ملل متحد، یونسکو، شورای اروپا و سازمان بین‌المللی فرانکفونی، از موقعیت مشورتی برخوردار است.
بخشی از امور مالی این سازمان از راه فروش نشریات و دیگر تولیدات و حق عضویت اعضا تأمین می‌گردد و بخش دیگر نیز از کمک‌های مطبوعات، شهروندان و نیز کمیسیون اروپا فراهم می‌شود. گزارشگران بدون مرز هر سال ترازنامه سازمان را منتشر و در اختیار اعضا و عموم قرار می‌دهد. تنها سازمان دولتی که به این سازمان کمک می‌کند، کمیسیون اروپا است که مرکب از ۱۵ دولت مختلف می‌باشد.

## فعالیت‌ها
گزارشگران بدون مرز در دفاع از روزنامه‌نگارانی که در معرض خطر هستند و همچنین در بالاترین سطح انجمن‌های دولتی و بین‌المللی برای دفاع از حق آزادی بیان و اطلاعات فعالیت می‌کند. این سازمان، به صورت روزانه گزارش و اطلاعیه‌های مطبوعاتی در مورد تهدیدات مربوط به آزادی رسانه‌ها را به زبان‌های فرانسوی، انگلیسی، اسپانیایی، پرتغالی، عربی، فارسی و چینی ارائه می‌دهد و همچنین سالانه بررسی وضعیت آزادی مطبوعات را با نام «شاخص آزادی جهانی مطبوعات» منتشر می‌کند که در آن وضعیت آزادی رسانه‌ها در ۱۸۰ کشور جهان مورد بررسی قرار می‌گیرد. این سازمان به روزنامه‌نگاران در معرض خطر، در زمینه امنیت دیجیتال و جسمی آموزش می‌دهد، و همچنین برای افزایش آگاهی عمومی از سوءاستفاده در برابر روزنامه‌نگاران و تأمین امنیت و آزادی آنها، به خبرنگاران کمک می‌کند. گزارشگران بدون مرز از دولت‌ها و نهادهای بین‌المللی می‌خواهد که استانداردها و قوانینی را برای حمایت از آزادی رسانه‌ها تصویب کنند و همچنین در دفاع از روزنامه نگاران مورد تهدید، اقدامات قانونی انجام می‌دهد.

## تاریخچه

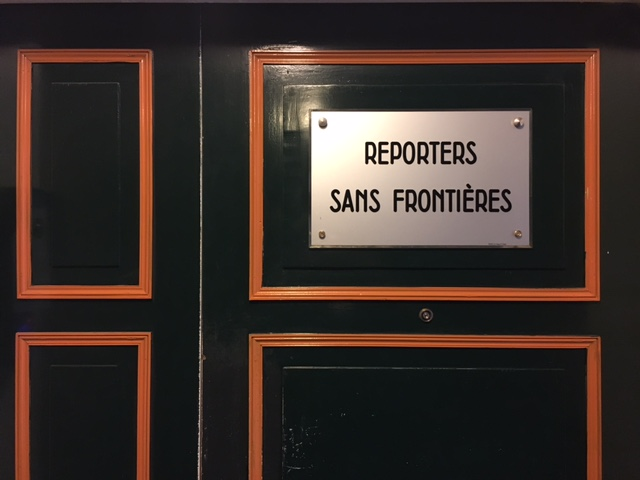
دفتر مرکزی در پاریس

گزارشگران بدون مرز در سال ۱۹۸۵ در شهر مون‌پلیه در فرانسه توسط رابرت مونارد، رمی لوری، ژاک مولنات و امیلین جوبینو تأسیس شد و در سال ۱۹۹۵ به عنوان یک سازمان غیرانتفاعی به ثبت رسید. مونارد اولین دبیرکل گزارشگران بدون مرز بود که جانشین ژان فرانسوا جولیارد شد. کریستف دلور در سال ۲۰۱۲ به عنوان دبیرکل منصوب شد.

## ساختار
ساختار دفتر مرکزی گزارشگران بدون مرز در پاریس مستقر است. این مرکز دارای ۱۳ دفتر منطقه‌ای و ملی، از جمله بروکسل، لندن، واشینگتن، برلین، ریودوژانیرو و داکار و شبکه ای از ۱۴۶ خبرنگار است. از ۵۷ کارمند حقوق‌بگیر در پاریس و جهان استفاده می‌کند. گروهی از فرمانداران، که از اعضای خبرنگاران بدون‌مرز انتخاب شده‌اند، سیاست‌های سازمان را دنبال می‌کنند. همچنین یک شورای بین‌المللی بر فعالیت‌های این سازمان نظارت دارد و بودجه و حساب آن را تصویب می‌کند.

## شاخص‌های جهانی آزادی مطبوعات
| وضعیت بسیار وخیم وضعیت دشوار | مشکلات قابل توجه وضعیت رضایت‌بخش | وضعیت خوب طبقه‌بندی‌نشده / بدون اطلاع |

شاخص آزادی مطبوعات ۲۰۲۰
وضعیت بسیار وخیم
وضعیت دشوار
مشکلات قابل توجه
وضعیت رضایت‌بخش
وضعیت خوب
طبقه‌بندی‌نشده / بدون اطلاع

سال ۲۰۱۶ رتبه شاخص آزادی مطبوعات از بین ۱۸۰ کشور جهان برای ایران ۱۶۹ و افغانستان ۱۲۰ بوده است، سال ۲۰۱۷ ایران ۱۶۵ و افغانستان ۱۲۰. سال ۲۰۱۷ به ترتیب نروژ، سوئد و فنلاند ۳ رتبه اول، ایالات متحده ۴۳، بریتانیا ۴۰، عربستان سعودی ۱۶۸، ترکیه ۱۵۵ (۱۴۹ در ۲۰۱۵) و عراق ۱۵۸ را به خود اختصاص دادند.
از رنگ‌بندی سیاه (بسیار بحرانی)، قرمز، نارنجی، زرد و زرد روشن یا کرم (آزاد) سال ۲۰۱۷ رنگ‌های سیاه اکثراً در آسیای مرکزی همچون چین و خاورمیانه و شمال شرقی آفریقا متمرکزند قرمز در آسیای جنوبی و جنوب شرقی و شمالی از جمله روسیه در اروپای شرقی، قاره آمریکای استوایی و همچنین آفریقای مرکزی و شمالی. رنگ‌های روشن در اروپای شمالی و مرکزی و غربی، مناطق آفریقای جنوبی، استرالیا و آمریکای شمالی. وضعیت اروپای شرقی و بخشی از اروپای مرکزی با آمریکای جنوبی به‌طور مشابه با رنگ عمدتاً نارنجی متمایز می‌شوند.

## بیانیه‌ها و نامه‌ها
- ۲۲ فوریه ۲۰۱۸ نسبت به بازداشت و وضعیت سلامتی دو روزنامه‌نگار، کسری نوری و رضا انتصاری که اخبار اعتراضات گلستان هفتم را پوشش می‌دادند ابراز نگرانی کرد.[۱۳]
- ۷ فوریه ۲۰۲۰ سازمان اعلام کرد که پس از سقوط هواپیمای اوکراینی، ده‌ها روزنامه‌نگار ایرانی توسط مقامات به شکل بازپرسی، تهدید، بازرسی و بستن اجباری حساب‌هایشان در شبکه‌های اجتماعی تحت فشار قرار گرفته‌اند و روز ۶ فوریه دستکم ۲۱ روزنامه‌نگار احضار و مورد بازپرسی قرار گرفته‌اند.[۱۴]
- ۲۲ فوریه ۲۰۲۰ سازمان با انتشار یک پیام، اقدام سازمان اطلاعات سپاه پاسداران به احضار روزنامه‌نگاران در ایران را محکوم کرد. اطلاعات سپاه برخی روزنامه‌نگاران را احضار کرده و از هرگونه فعالیت رسانه‌ای ممنوع کرده است. گزارشگران بدون مرز اقدام اطلاعات سپاه پاسداران را «خودسرانه و غیرقانونی» و با هدف «بازداری از اطلاع‌رسانی روزنامه‌نگاران در شبکه‌های اجتماعی» توصیف کرده است.[۱۵]
- ۱۵ مارس ۲۰۲۰ در پی شیوع ویروس کرونا در ایران با انتشار بیانیه‌ای ضمن ابراز نگرانی نسبت به امنیت جانی روزنامه‌نگاران زندانی، اعلام کرد که این زندانیان در معرض خطر مرگ قرار دارند.[۱۶]
- ۱۶ آوریل ۲۰۲۰ این سازمان به دو گزارشگر ویژه آزادی بیان و سلامتی سازمان ملل نامه نوشته و از سازمان ملل خواسته تا به دولت‌هایی که در چارچوب مقابله با کرونا آزادی بیان را محدود می‌کنند اخطار جدی دهد. در این نامه که به امضای مدیر گزارشگران بدون مرز، کریستیان میهر رسیده، آمده است: «در زمان پاندمی کرونا آزادی مطبوعات و نیز حق دسترسی به اطلاعات از هر زمان دیگری مهم‌تر است.»[۱۷]
- ۲۵ ژوئن ۲۰۲۰ سازمان گزارشگران بدون مرز بیانیه‌ای با عنوان «تواب سازی آنلاین، روش تازه سرکوب در جمهوری اسلامی ایران» منتشر کرد. بر اساس این گزارش سپاه پاسداران، شماری از روزنامه‌نگاران و نویسندگان و کنشگران حقوق بشر را احضار و تهدید به بازداشت، آنها را وادار به ابراز تأسف یا پوزش از انتشار نظراتشان در فضای مجازی کرده است تا به سکوت بکشاند.[۱۸]این سازمان فشار، تهدید و به سکوت وادار کردن فعالان اجتماعی را محکوم کرد.[۱۹]
- سازمان گزارشگران بدون مرز طرح مجلس شورای اسلامی در مورد ممنوعیت ورود خبرنگاران آمریکایی و بریتانیایی به ایران را محکوم کرد. طرح تصویب شده در مجلس همچنین رسانه‌های داخل ایران را از انتشار اخبار منتشرشده در رسانه‌های آمریکایی و بریتانیایی منع می‌کند. در این طرح برای خبرنگاران متخلف بین ۱۸۰ تا ۳۶۰ میلیون ریال جزای نقدی و انفصال دائم از خدمات دولتی و عمومی در نظر گرفته شده است.[۲۰]
- ۱۲ مارس ۲۰۲۰ با صدور بیانیه‌ای فهرست ۲۰ نهاد دولتی و غیردولتی که توسط اینترنت به جاسوسی و آزار علیه روزنامه‌نگاران در سراسر دنیا در سال ۲۰۲۰ پرداختند، منتشر کرد. بر پایه این فهرست، شورای عالی فضای مجازی ایران در صدر نهادهای سرکوبگر سایبری قرار دارد.[۲۱]
- ۱۳ ژوئیه ۲۰۲۱ با انتشار گزارشی، خواستار یک کمیسیون بین‌المللی تحقیق در مورد آزار و اذیت روزنامه‌نگاران در ایران شدند. در این گزارش آمده است که غلامحسین اژه‌ای رئیس قوه قضائیه که قبلاً وزیر اطلاعات بود، همواره برخورد تندی با اصحاب رسانه‌ها داشته و حداقل در قتل یک روزنامه‌نگار شرکت داشته است. مقامات آمریکایی در سال ۲۰۲۰ محسنی اژه‌ای را به دلیل نقض مکرر حقوق بشر در لیست تحریم‌های خود قرار داده است.[۲۲]
- ۱۳ اکتبر ۲۰۲۱ اعلام کرد به‌شدت نگران رفتاری است که با روزنامه‌نگاران زندانی در ایران می‌شود، آنها از ابتدایی‌ترین حقوق خود از جمله رسیدگی حیاتی پزشکی، ملاقات و تماس تلفنی با خانواده محروم می‌باشند.[۲۳]
- ۱۵ ژانویه ۲۰۲۲ با انتشار بیانیه‌ای از سازمان ملل درخواست کرد که با تشکیل یک کمیسیون مستقل بین‌المللی، برای روشن شدن علت مرگ شاعر، مستندساز و روزنامه‌نگار ایرانی بکتاش آبتین تحقیق و شفاف‌سازی کند.[۲۴]
- روز ۲۵ ژانویه ۲۰۲۲ طی بیانیه‌ای اعلام کرد سه خبرنگار هم‌بند بکتاش آبتین به زندانهایی که به رفتار بی‌رحمانه، غیرانسانی و ظالمانه منتقل شدند. گزارش‌گران بدون مرز دربارهٔ سرنوشت این زندانیان هشدار داده و این اقدام را محکوم کرد.[۲۵]
- گزارشگران بدون مرز اعلام کرد از زمان آغاز اعتراضات در واکنش به مرگ مهسا امینی در ۱۶ سپتامبر، حداقل ۴۲ روزنامه‌نگار در سراسر ایران بازداشت شده‌اند. تاکنون تقریباً نیمی از روزنامه‌نگاران به تازگی دستگیر شده را زنان تشکیل می‌دهند. گزارشگران بدون مرزخواستار اقدام فوری برای تضمین آزادی بی قید و شرط آنها است.[۲۶]
- گزارشگران بدون مرز اعلام کرد از این که جمهوری اسلامی ایران دستگیری‌های خشونت‌آمیز روزنامه نگاران را از سر گرفته، نگران است. مقامات باید بازداشت شدگان را آزاد کنند و باید از ارعاب خبرنگاران کشور دست بردارند.[۲۷]
- گزارشگران بدون مرز روز پنجشنبه ۱۴ دسامبر اعلام کرد که ۴۵ خبرنگار در سال ۲۰۲۳ هنگام انجام وظیفه حرفه‌ای خود کشته شدند.[۲۸]

## گزارش سالانه

### گزارش ۲۰۱۲
سازمان گزارشگران بدون مرز در گزارش آماری جامع خود که روز چهارشنبه ۲۹ آذر ۹۱ منتشر کرد، سال ۲۰۱۲ را در مقایسه با سال‌های گذشته «مرگبارترین سال» برای روزنامه‌نگاران و خبرنگاران نام نهاده است. براساس این گزارش در سال ۲۰۱۲ تعداد ۶۷ روزنامه‌نگار به قتل رسیده یا کشته شده‌اند، همچنین ۸۷۹ تن دستگیر و ۳۸ تن ربوده شده‌اند. در این گزارش ایران از جمله بزرگ‌ترین زندان‌های جهان برای روزنامه‌نگاران خوانده شده است.

### گزارش ۲۰۱۳
سازمان گزارشگران بدون مرز با انتشار بیلان آزادی مطبوعات جهان در سال ۲۰۱۳ اعلام کرد که به‌رغم وعده‌های دولت حسن روحانی بازداشت فعالان رسانه‌ای همچنان ادامه دارد، اکثریت روزنامه‌نگاران و وب‌نگاران زندانی که پس از انتخابات پر مناقشه ۱۲ خرداد ۱۳۸۸، و در پی اعتراضات مردمی بازداشت شده بودند، همچنان در زندان به‌سر می‌برند و ۷۶ فعال رسانه‌ای در ایران بازداشت شده‌اند.

### گزارش ۲۰۱۴
در گزارش سالانه سازمان گزارشگران بدون مرز، تعداد خبرنگاران کشته شده در سال ۲۰۱۴ میلادی در سراسر جهان ۶۶ نفر ذکر شده است که که دو سوم این تعداد در مناطق جنگی کشته شده‌اند. در این سال مرگبارترین مناطق برای خبرنگاران، ابتدا سوریه و سپس فلسطین، اوکراین، عراق و لیبی بوده‌اند. تعداد خبرنگارانی که به دلیل خشونت مجبور به فرار از کشورشان شدند نسبت به سال ۲۰۱۳ دو برابر شد و شمار خبرنگارانی که توسط دولتهای متبوعشان مجازات شده‌اند افزایش یافت و به ۱۷۸ مورد رسید که بیشتر این مجازاتها در دو کشور مصر و اوکراین روی دادند و کشورهای چین، اریتره و ایران نیز در رتبه‌های بعدی قرار داشتند. از دیگر نکات اشاره شده در گزارش سالانه، کاهش تعداد خبرنگاران کشته شده در کشورهایی است که در صلح به سر می‌برند. در این زمینه می‌توان به دو کشور فیلیپین و هند اشاره کرد.

### گزارش ۲۰۱۵
سازمان گزارشگران بدون مرز (RSF) روز پنجشنبه ۱۲ فوریه ۲۰۱۵ گزارش سالانه خود را منتشر کرد، در این گزارش ۱۸۰ کشور جهان از جمله ایران مورد بررسی قرار گرفته‌اند و این کشورها بر حسب وضعیت آزادی مطبوعات، رسانه‌های مستقل و همچنین وضعیت خبرنگاران و روزنامه‌نگاران رده‌بندی شده‌اند. ایران در جایگاه ۱۷۳ قرار دارد که نشان می‌دهد که وضعیت آزادی مطبوعات و روزنامه‌نگاران به‌رغم وعده‌های دولت روحانی بهبود نیافته و نگرانی‌های سازمان مزبور از وضعیت روزنامه‌نگاران در ایران همچنان ادامه دارد. براساس این گزارش ایران رتبه سوم جهان در زندانی کردن روزنامه‌نگاران را دارد. این سازمان تعداد روزنامه‌نگاران کشته شده به خاطر حرفه‌شان یا به شکلی شک برانگیز درگذشته در طی سال ۲۰۱۵ را ۱۱۰ تن اعلام می‌کند.

### گزارش ۲۰۱۶
سازمان گزارشگران بدون مرز روز ۱۳ دسامبر ۲۰۱۶ گزارش سالانه خود را منتشر کرد، در این گزارش آمده است که در سال ۲۰۱۶ تعداد ۳۴۸ روزنامه‌نگار زندانی و ۵۲ روزنامه‌نگار گروگان هستند. پس از ترکیه کشورهای چین، سوریه، مصر و ایران نزدیک به دو سوم روزنامه‌نگاران زندانی را در خود جای داده‌اند. براساس این گزارش به نقش شهروندخبرنگاران تأکید شده که آنها در سال‌های اخیر به ویژه در حکومت‌های سرکوب‌گر یا در کشورهای در حال جنگ، نقشی گاه تعیین‌کننده در تولید و همچنین انتشار اخبار داشته‌اند.

### گزارش ۲۰۱۷
بر اساس گزارش سالانه ۲۰۱۷ سازمان گزارشگران بدون مرز، ۶۵ روزنامه‌نگار از جمله ۵۰ روزنامه‌نگار حرفه‌ای کشته، ۳۲۶ نفر زندانی و ۵۴ خبرنگار به گروگان گرفته شده‌اند. پنج کشور چین، ترکیه، ویتنام، ایران و سوریه بزرگ‌ترین زندان برای خبرنگاران و فعالان رسانه‌ای محسوب می‌شوند.
در سال ۲۰۱۷، در جهان ۶۵ روزنامه‌نگار، شهروند خبرنگار و همکار رسانه‌ها کشته شده‌اند.

### گزارش ۲۰۱۸
سازمان گزارشگران بدون مرز در گزارش سالانه ۲۰۱۸ از خشونت مرگبار و بدرفتاری با خبرنگاران گزارش داده و اعلام کرد که طی یکسال ۸۰ خبرنگار کشته و ۳۴۸ خبرنگار هم‌اکنون در زندان به‌سر می‌برند و ۶۰ نفر دیگر گروگان هستند که نشاندهنده سطح خصومت بی‌سابقه با کادرهای مطبوعاتی است. این سازمان نام ایران را همچنان به‌عنوان ۵ کشوری که زندان خبرنگاران است در کنار چین، عربستان، مصر و ترکیه اعلام کرد. براساس این گزارش ایران در رده‌بندی صد و چهل و چهارم قرار داشته و همچنان یکی از زندان‌های بزرگ جهان برای روزنامه‌نگاران محسوب می‌شود.

### گزارش ۲۰۱۹
براساس گزارش سالانه سازمان گزارشگران بدون مرز در رده‌بندی جهانی آزادی رسانه‌ها ۲۰۱۹، نروژ در بین ۱۸۰ کشور به‌عنوان آزادترین و امن‌ترین کشور برای رسانه‌ها شناخته شد و ایران در جایگاه ۱۷۰، عربستان ۱۷۲، افغانستان ۱۲۱ ترکمنستان در رده ۱۸۰ قرار گرفتند. جایگاه ایران نسبت به سال گذشته شش رده و افغانستان نیز سه رده تنزل داشت.

### گزارش ۲۰۲۰
سازمان گزارشگران بدون مرز در گزارش سالانه ۲۰۲۰ خود که روز سه شنبه ۲ اردیبهشت منتشر شد، در تازه‌ترین رتبه‌بندی آزادی رسانه‌ها در ۱۸۰ کشور جهان، جمهوری اسلامی ایران را در رتبه ۱۷۳ قرار داده است که نسبت به سال ۲۰۱۹ سه رتبه تنزل کرده است. سوریه، چین و کره شمالی نیز به ترتیب در رتبه‌های ۱۷۴، ۱۷۷ و ۱۸۰ قرار دارند.

### گزارش ۲۰۲۱
در گزارش ۲۰۲۱ وضعیت روزنامه‌نگاران در ۱۸۰ کشور مطالعه شده است. در این گزارش، ایران از لحاظ آزادی‌های رسانه‌ای و خبرنگاران در رتبه ۱۷۴ قرار دارد و به روح‌الله زم به عنوان نمونه اعدام روزنامه‌نگاران در ایران اشاره شده است. ایران بر اساس بانک اطلاعاتی گزارشگران بدون مرز، از لحاظ اعدام خبرنگاران در ۵۰ سال گذشته در رده نخست قرار دارد.
گزارشگران بدون مرز در گزارش سال ۲۰۲۱ خود علی خامنه‌ای و ۳۷ نفر دیگر را در فهرست درندگان آزادی رسانه‌ها در جهان قرار داد.

### گزارش ۲۰۲۲
بر اساس گزارش گزارشگران بدون مرز (RSF) که روز ۱۴ دسامبر ۲۰۲۲ منتشر شد، سرکوب اعتراضات در ایران به افزایش تعداد روزنامه نگاران زندانی در سراسر جهان به رکورد ۵۳۳ در سال ۲۰۲۲ رسانده است. ایران پس از چین و میانمار سومین زندان خبرنگاران است.

### گزارش ۲۰۲۳
سازمان گزارشگران بدون مرز در گزارش سال ۲۰۲۳ خود که روز ۳ مه (۱۳ اردیبهشت ۱۴۰۲) منتشر شد، وضعیت آزادی رسانه‌های ۱۸۰ کشور جهان را مورد ارزیابی قرار داد، بر پایه این گزارش حکومت جمهوری اسلامی ایران در رتبه ۱۷۷ از ۱۸۰ کشور پس از کره‌شمالی، چین و ویتنام قرار گرفته است و همچنین به‌عنوان یکی از مخوف‌ترین کشورها برای روزنامه‌نگاران نامیده شده است.

### گزارش ۲۰۲۴
سازمان گزارشگران بدون مرز در گزارش سال ۲۰۲۴ خود که روز ۳ مه (۱۴ اردیبهشت ۱۴۰۳) منتشر شد، ایران از نظر شاخص‌های روزنامه‌نگاری در رتبه ۱۷۶ قرار دارد که همراه با کره شمالی، افغانستان، سوریه و اریتره در قعر جدول هستند. بر اساس این گزارش جایگاه ایران به عنوان یکی از «سرکوب‌گرترین کشورهای جهان از نظر آزادی مطبوعات»، از زمان موج عظیم اعتراضات در واکنش به قتل مهسا امینی در بازداشت گشت ارشاد در شهریور سال ۱۴۰۱، بدتر شده است. این گزارش همچنین می‌افزاید ایران با حبس دست‌کم ۲۳ روزنامه‌نگار، یکی از بزرگ‌ترین زندان‌های جهان برای روزنامه‌نگاران است.